# Taqueado jaqués

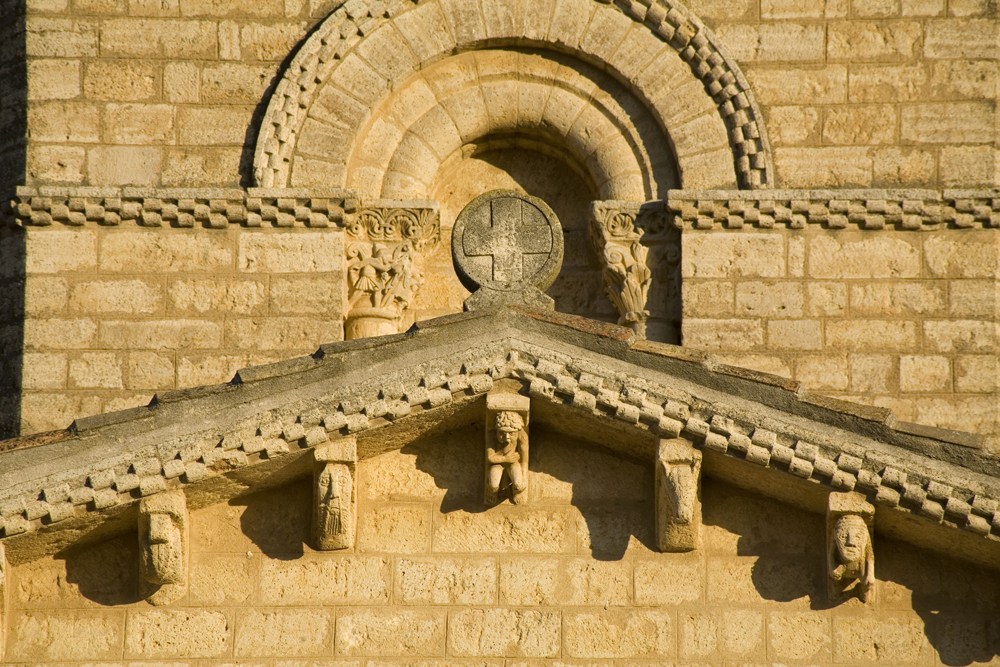
Detalle de la decoración con taqueado jaqués en la iglesia de San Martín de Tours de Frómista

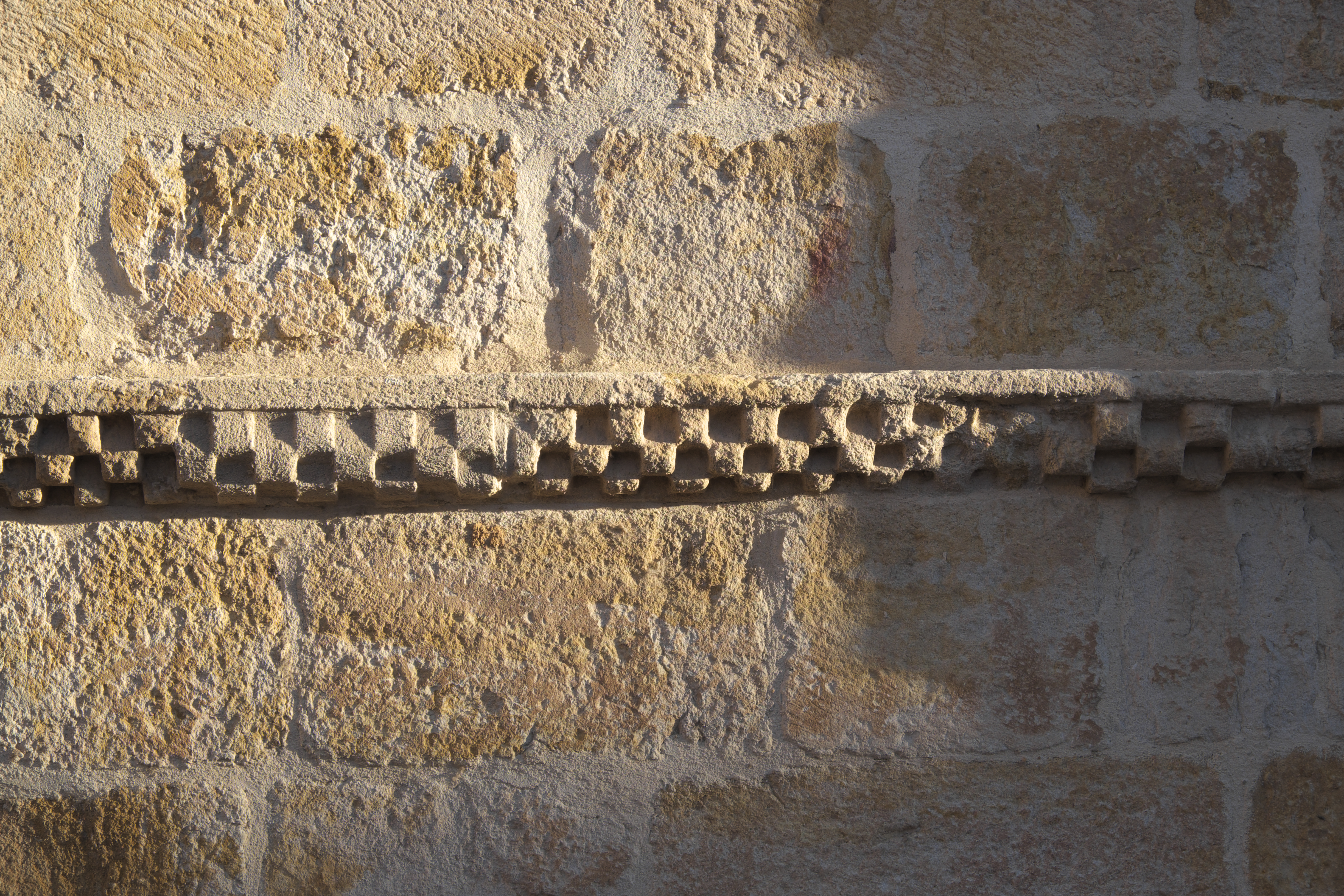
Friso en la fachada de Santo Tomé de Zamora

El taqueado jaqués o ajedrezado es un tipo de ornamentación arquitectónica, de finales del siglo XI, en serie que se encuentra en  frisos  y arquivoltas, fundamentalmente,  basado en el uso tanto de cuadrados (llamados tacos) o como de rectángulos (billetes), unos hundidos y otros salientes de forma alterna, dispuestos en líneas paralelas, al menos en número de tres, dando lugar a sombras que simulan un tablero de ajedrez, de donde le viene, en parte su nombre, ya que si bien ajedrezado tiene su origen en la similitud de esta decoración con un tablero de ajedrez, el término «taqueado jaqués» está más relacionado con el hecho de presentarse de manera abundante en la decoración de la catedral de Jaca, de donde se debió extender al resto de edificios religiosos que jalonan el camino de peregrinación a Santiago de Compostela.
Así, puede decirse que este motivo decorativo, que es muy habitual en diversas versiones en la arquitectura románica español (sobre todo en los edificios de la ruta jacobea), es típico del románico español.
Es similar al friso de rodillos, empleado en el románico normando, consistente en una serie de billetes, uno de ellos destacado en relieve de forma alterna, de manera que se da lugar a un rodillo o tondino.
Otros nombres que se dan a esta decoración son ajedrezado, billetes, tacos, escaqueado o dados.
Entre los edificios románicos situados tanto en el Camino de Santiago, como en zonas de influencia, en los que se puede observar esta decoración destacan:
- Catedral de Jaca
- Monasterio de Leyre
- Castillo de Loarre
- San Martín de Frómista
- Catedral del Salvador de Zaragoza
- Monasterio de San Juan de la Peña
- Basílica de San Isidoro de León
- Santo Tomé de Zamora
- Iglesia de San Miguel (Corullón, El Bierzo)
- Iglesia de San Cristóbal de Salamanca
- Iglesia de Nuestra Señora del Mercado (León)
- Colegiata de Santa María la Mayor y Real de Sar (Santiago)

## Galería de imágenes

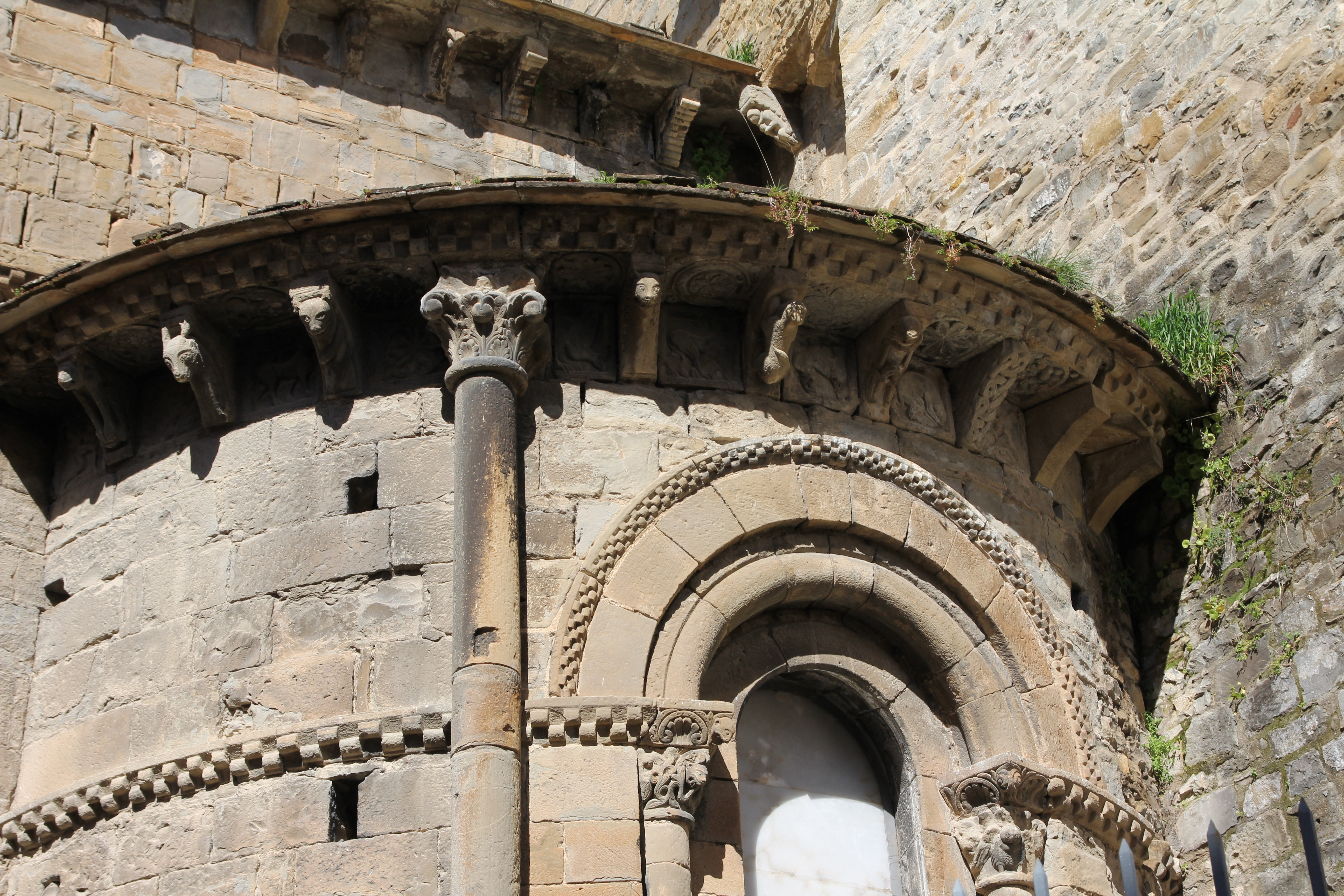
Ábside de la catedral de Jaca
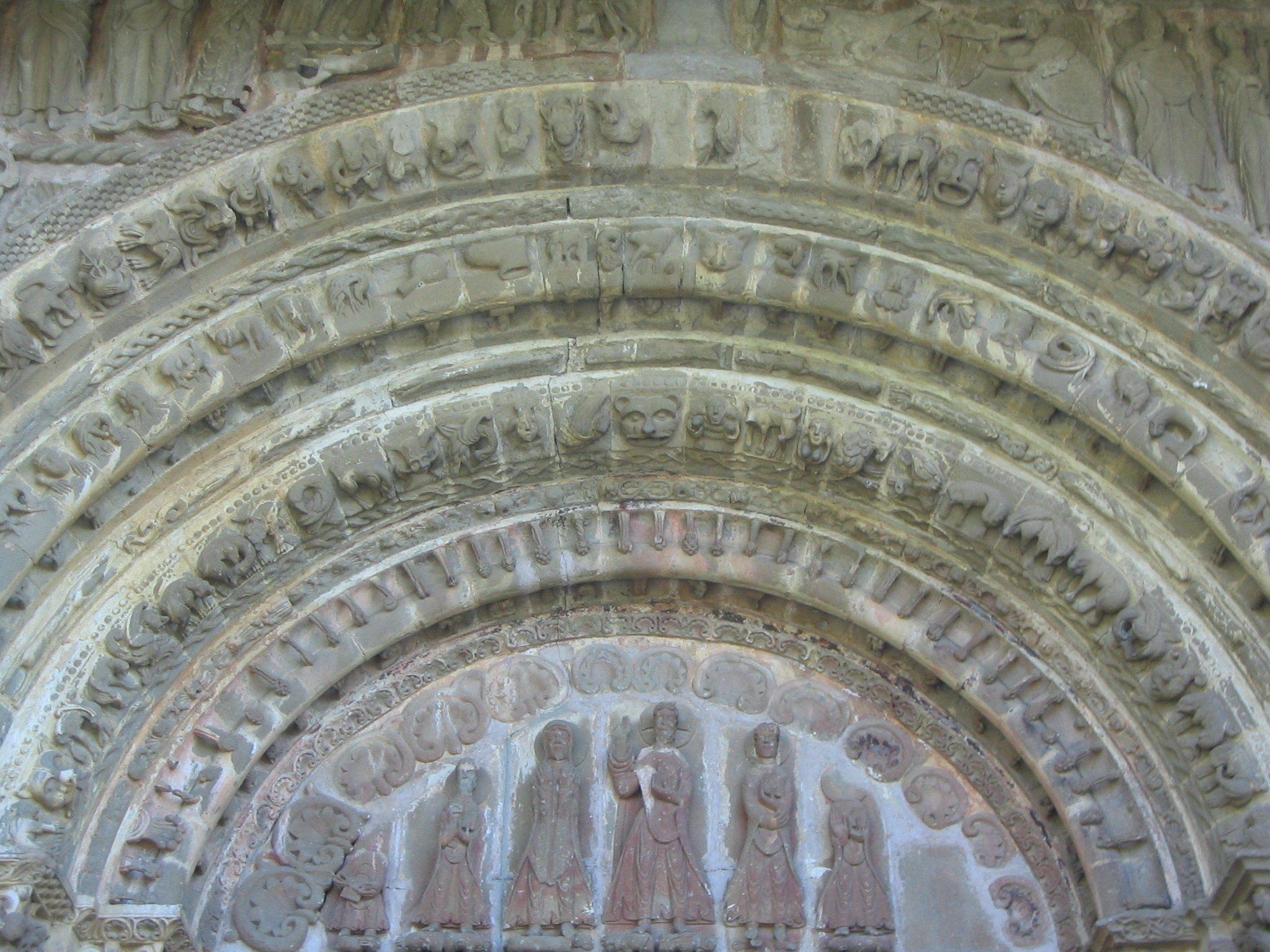
Arquivoltas  en  una puerta
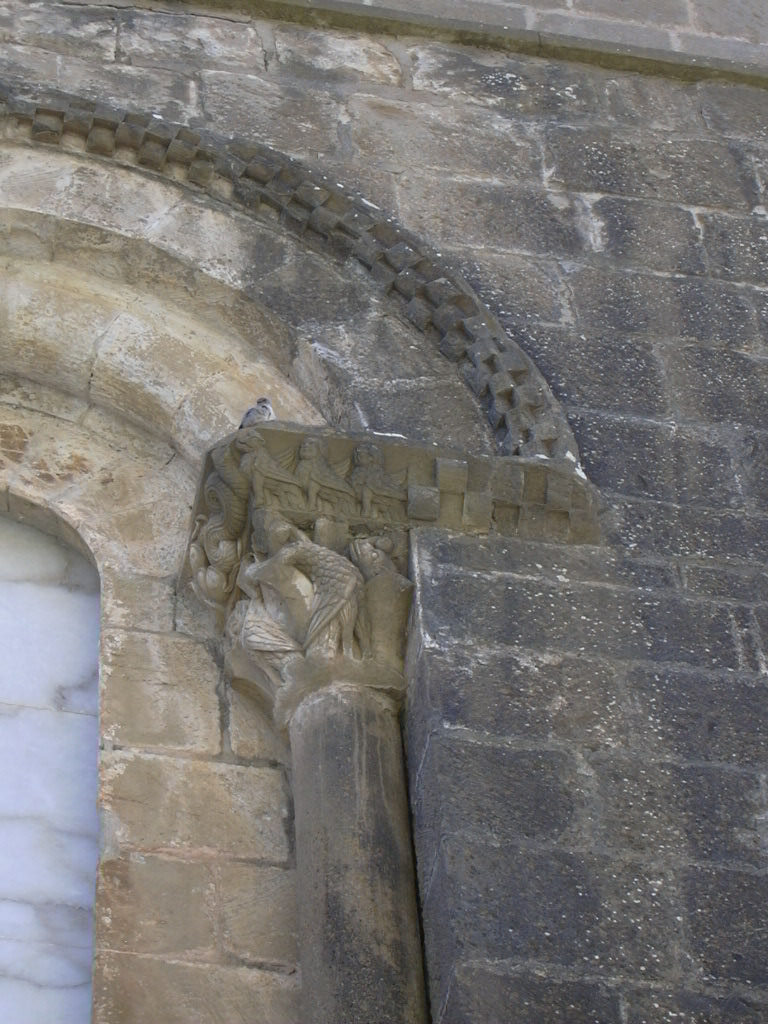
Ábside capilla Real del Castillo de Loarre
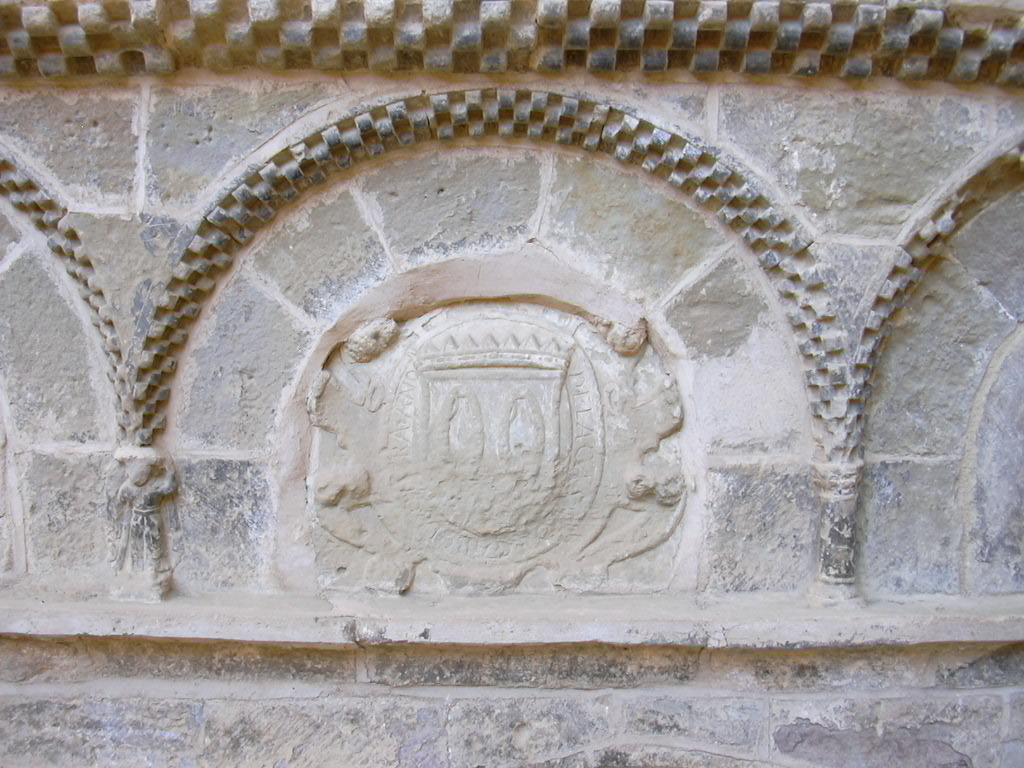
Decoración en arcos ciegos en San Juan de la Peña
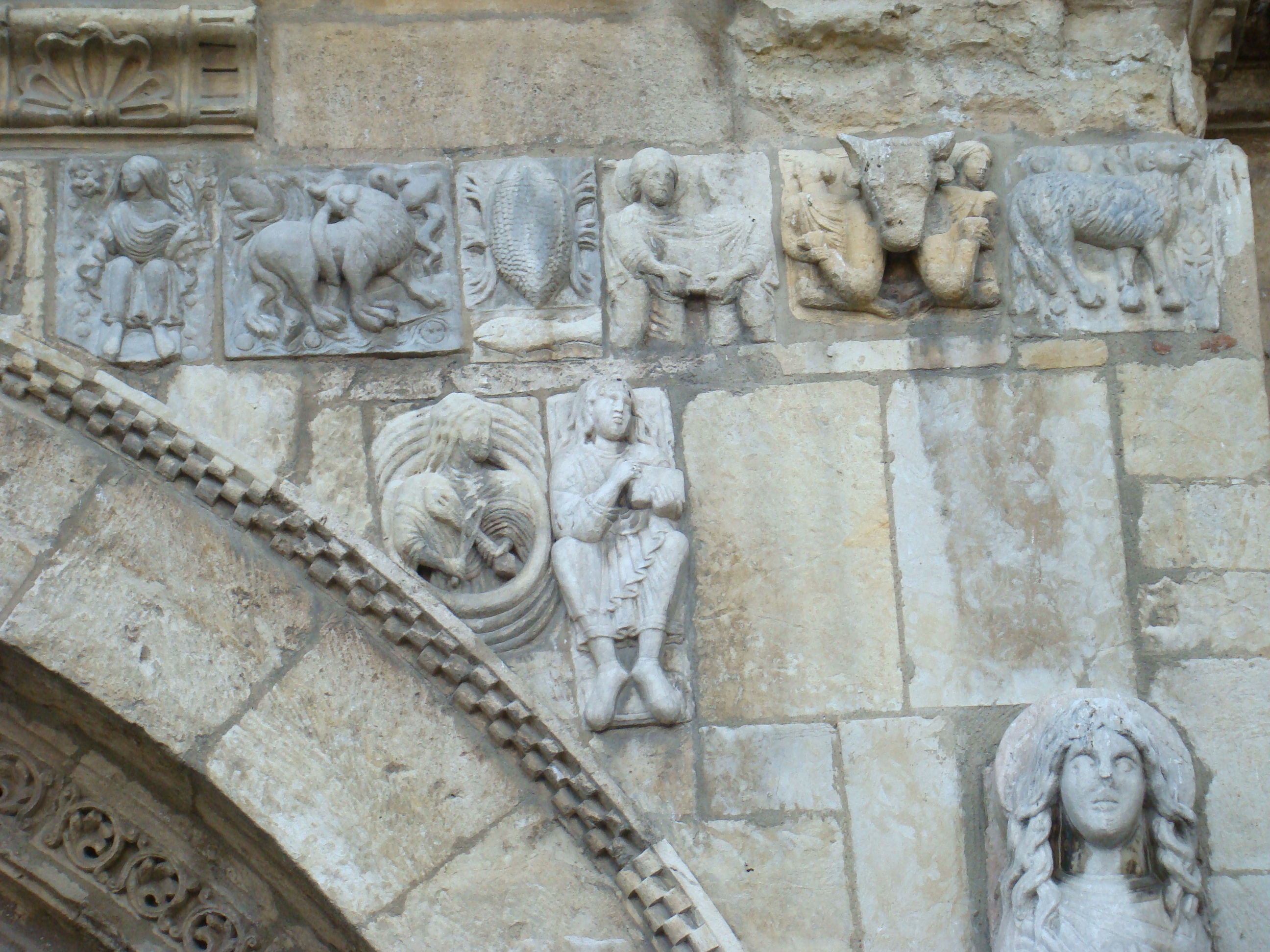
detalle de la decoración de la puerta del Cordero de San Isidoro de León
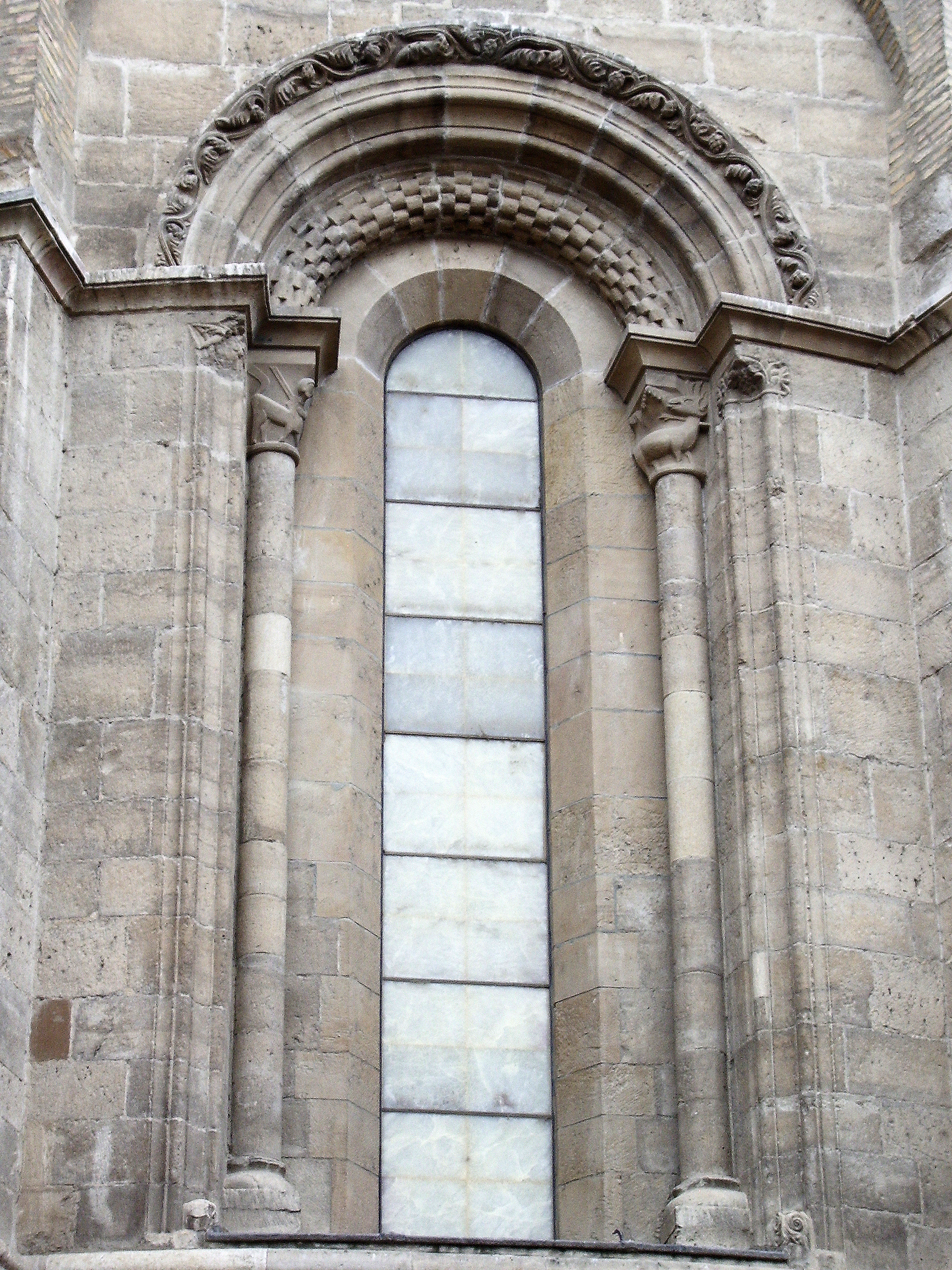
Taqueado jaqués en la ventana del ábside de la Catedral de Zaragoza